# Chiesa di San Giorgio Martire (Cerlongo)
La chiesa di San Giorgio Martire è la parrocchiale di Cerlongo, frazione di Goito, in provincia e diocesi di Mantova.

## Storia
La prima citazione di una chiesa a Cerlongo risale al 1295. Da un documento del 1610 s'apprende che la chiesa era compresa nel vicariato di Goito. Il campanile venne eretto nel 1694. La prima pietra dell'attuale parrocchiale fu posta il 23 aprile 1723; l'edificio venne completato nel 1746. L'edificio è menzionato nel 1843 tra le chiese comprese nel vicariato di Volta; nel 1949 venne riaggregata al vicariato di Goito.  La nuova torre campanaria fu edificata nel 1952. La chiesa passò nel 1967 al neo-costituito vicariato foraneo di San Luigi Gonzaga. Infine, la parrocchiale subì un importante restauro tra il 2008 ed il 2010.

## Interno
Opere di pregio conservate all'interno della chiesa sono una pala raffigurante La morte di San Giuseppe, opera di Gianbettino Cignaroli, un dipinto settecentesco della Madonna col Bambino, un'altra pala, il cui soggetto è La samaritana al pozzo con Gesù, realizzata da Bartolomeo Dall’Acqua nel 1738, ed un altare laterale in marmi policromi.